# 1 Flotylla U-Bootów Weddingen
1 Flotylla U-Bootów „Weddigen” – pierwsza bojowa flotylla okrętów podwodnych Kriegsmarine, powstała w Niemczech 27 września 1935. Od początku zwracano dużą uwagę na dobór kadry oficerskiej na okręty podwodne. 1. Flotylla stanowiła jądro niemieckiej floty podwodnej w okresie poprzedzającym wybuch II wojny światowej, oraz jedną z najważniejszych jednostek U-Bootwaffe podczas całego konfliktu.
Jednostka stacjonowała początkowo w Kilonii, a po zdobyciu baz na atlantyckim wybrzeżu Francji, w Breście. Patronem jednostki był poległy podczas I wojny światowej Otto Weddigen. Pierwszym dowódcą flotylli był komodore Karl Dönitz, który po objęciu 1 stycznia 1936 stanowiska Führer der Unterseeboote (FdU), został zastąpiony przez kapitäna zur see Otto Loycke.
Po utworzeniu flotylli, w pierwszymi okrętami w jej składzie były weszły U-7 pod dowództwem Kurta Freiwalda, U-8 z Geraldem Grosse, U-9 dowodzony przez Hansa-Günthera Looffa, U-10 z Heinzem Scheringerem, U-11 pod dowództwem Hansa Rösinga oraz U-12 z Wernerem von Schmidtem. W czasie istnienia flotylli, w jej skład wchodziło w sumie 140 okrętów podwodnych typów IIB, IIC, IID, po 1941 roku zaś VIIB, VIIC, VIIC41, VIID, XB.